# Автошлях E31
Європейський маршрут Е31 — європейський автомобільний маршрут категорії А, що з'єднує міста Роттердам (Нідерланди) і Людвігсхафен-на-Рейні (Німеччина). Довжина маршруту — 538 км.

## Міста, через які проходить маршрут
Маршрут Е31 проходить через 2 європейські країни:
- : Роттердам — Горінхем — Тіл — Неймеген — * : Гох — Мерс — Крефельд — Нойс — Кельн —  Меккенгайм — Кобленц — Бинген-на-Рейні — Бад-Кройцнах — Вормс — Людвігсхафен-на-Рейні

Е31 пов'язаний з маршрутами
| - E25 - E19 - E311 |  | - E35 - E40 - E29 |  | - E37 - E44 - E42 |

## Фотографії

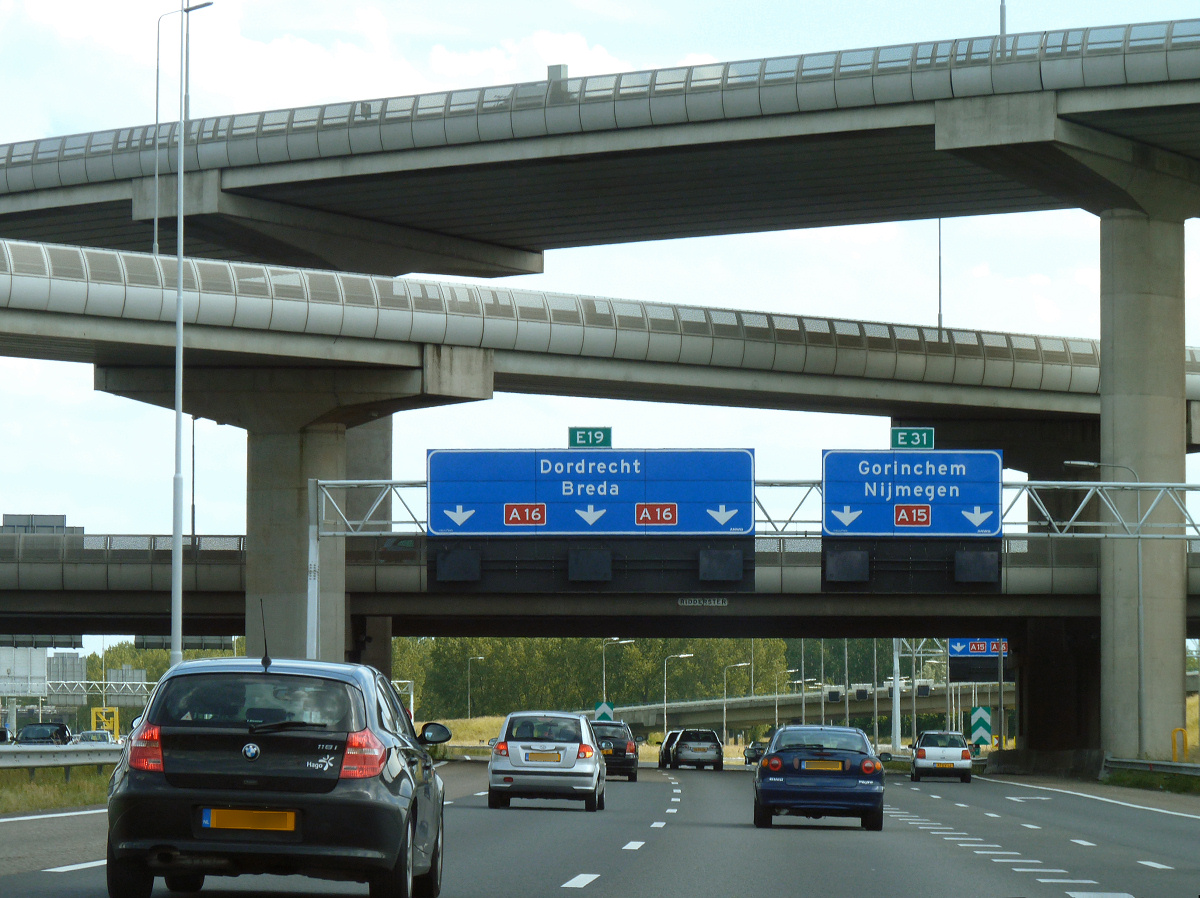
Е31 в Роттердамі
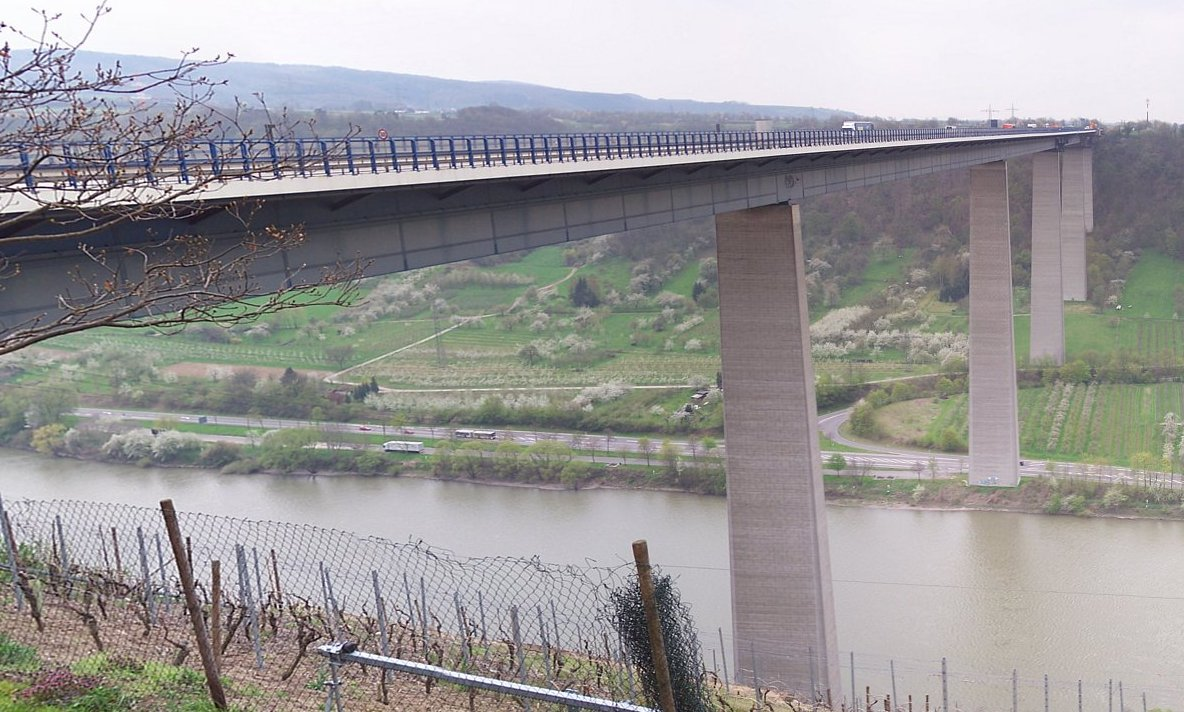
Міст через річку Мозель в  Німеччині
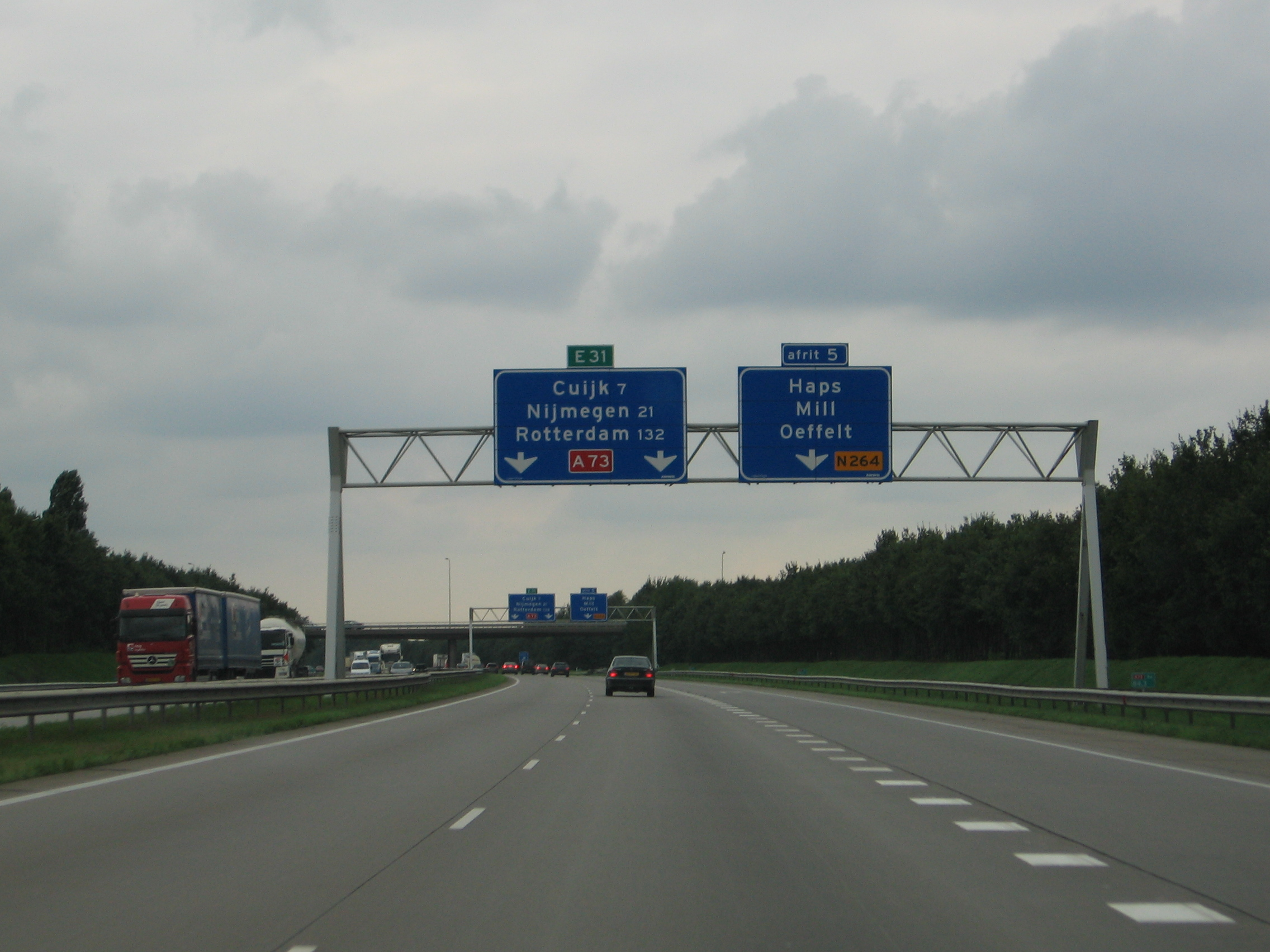
Е31 близько німецько-нідерландського кордону
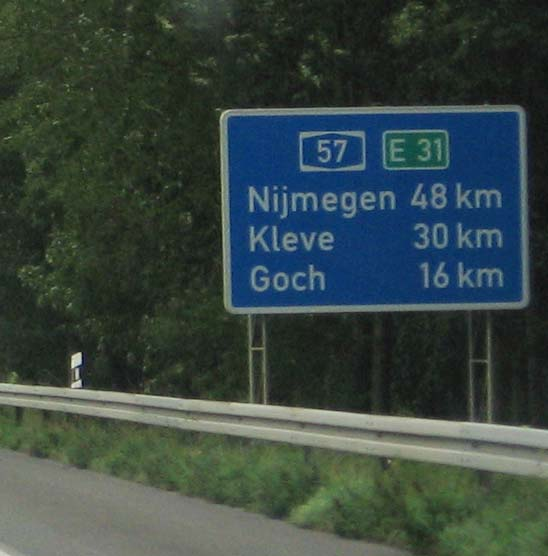
Е31 в Німеччині, біля кордону